# Vážany (okres Blansko)
Obec Vážany se nachází v okrese Blansko v Jihomoravském kraji. Žije zde 243 obyvatel.

## Historie
První písemná zmínka o obci pochází z roku 1167. Obec byla následně až do konce 15. století v držení vladycké rodiny z Vážan. Následující staletí se tu vystřídalo několik majitelů, od 18. století byly Vážany v držení šebetovského panství.

## Pamětihodnosti
- Barokní kostel Zvěstování Páně z roku 1647
- Rovinné neopevněné sídliště Na Vejštici, archeologické naleziště

## Galerie

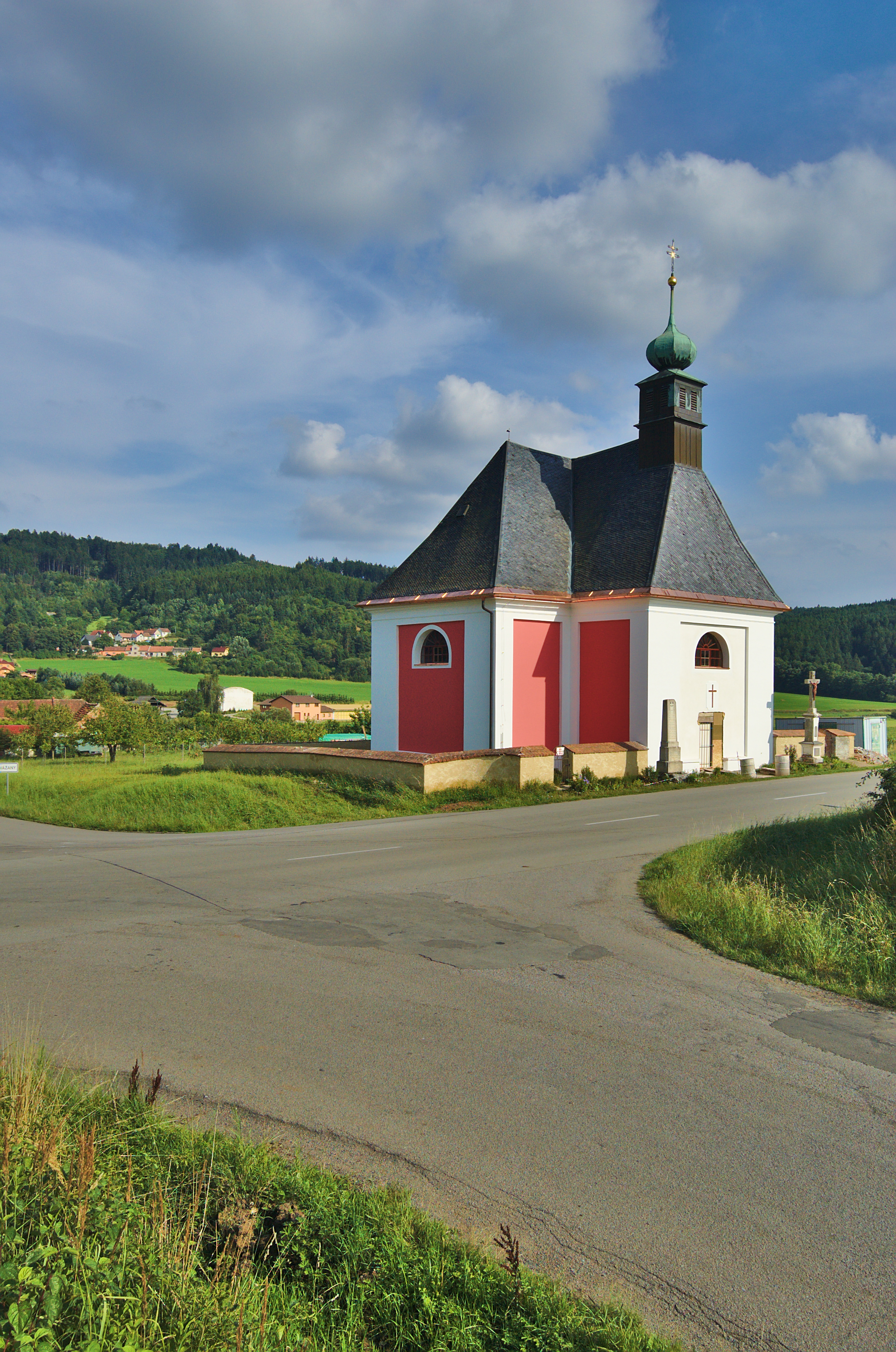
Kostel Zvěstování Páně
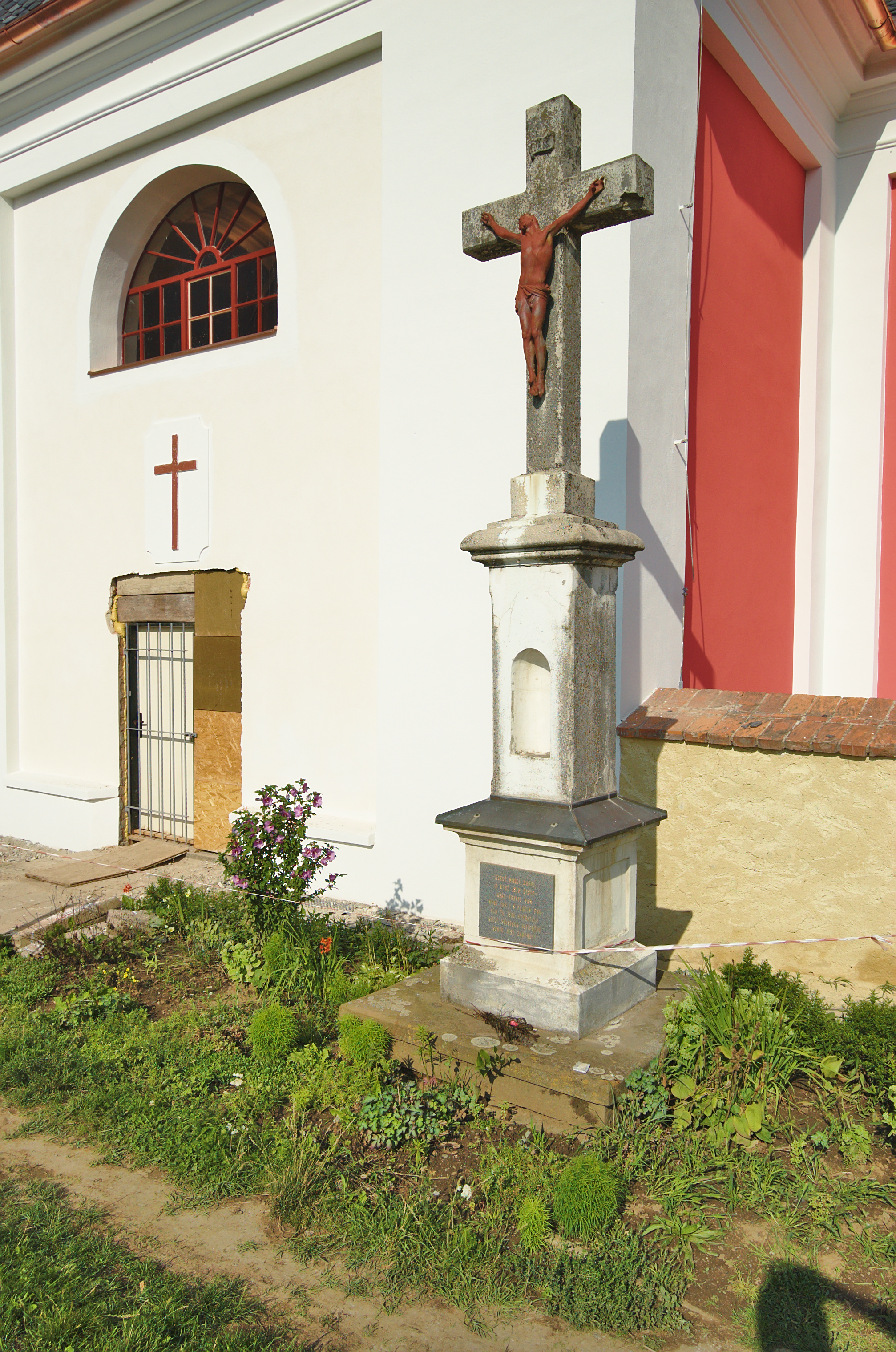
Kříž před kostelem
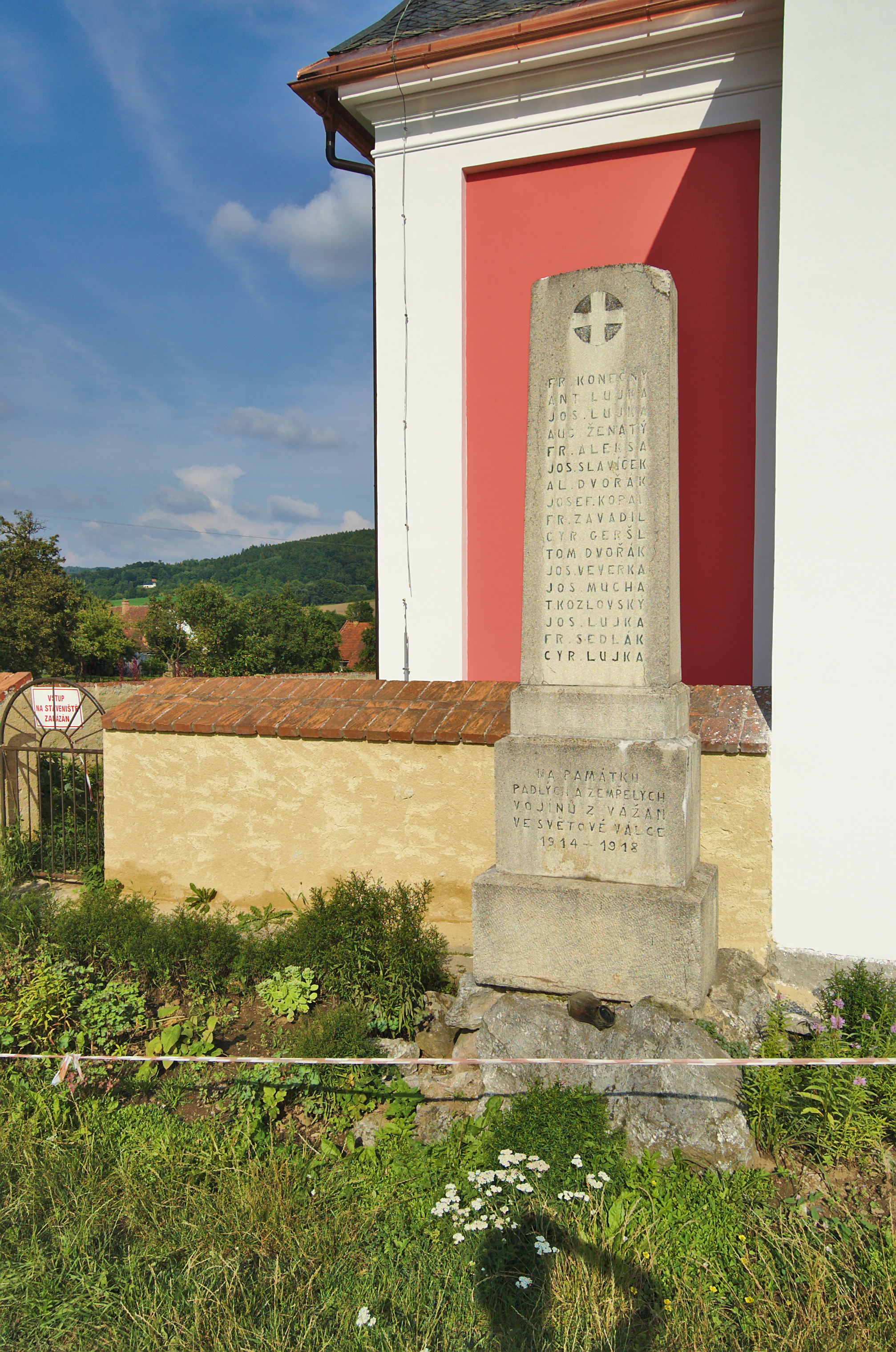
Pomník obětem první světové války před kostelem
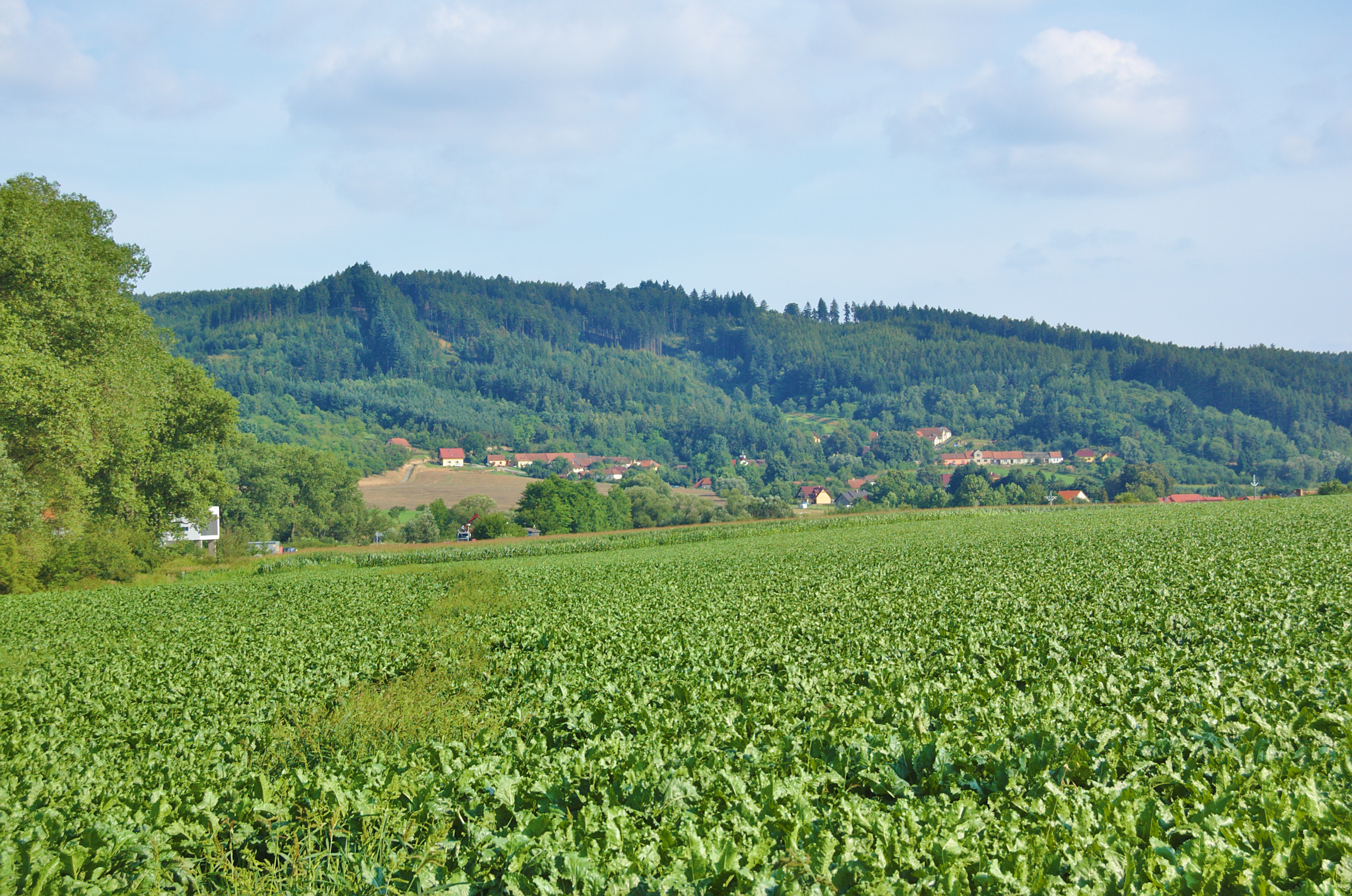
Pohled na obec od západu
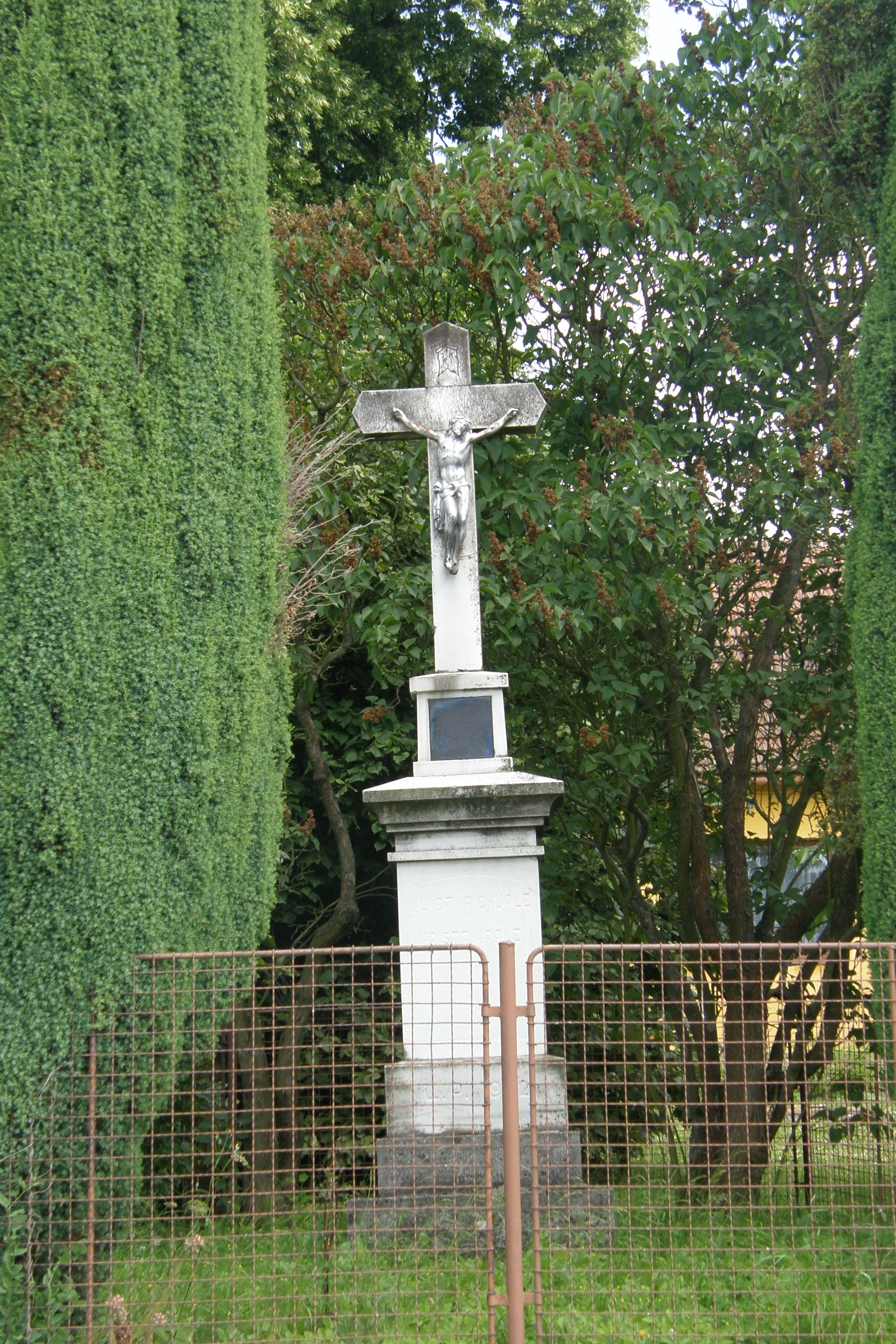
Kříž
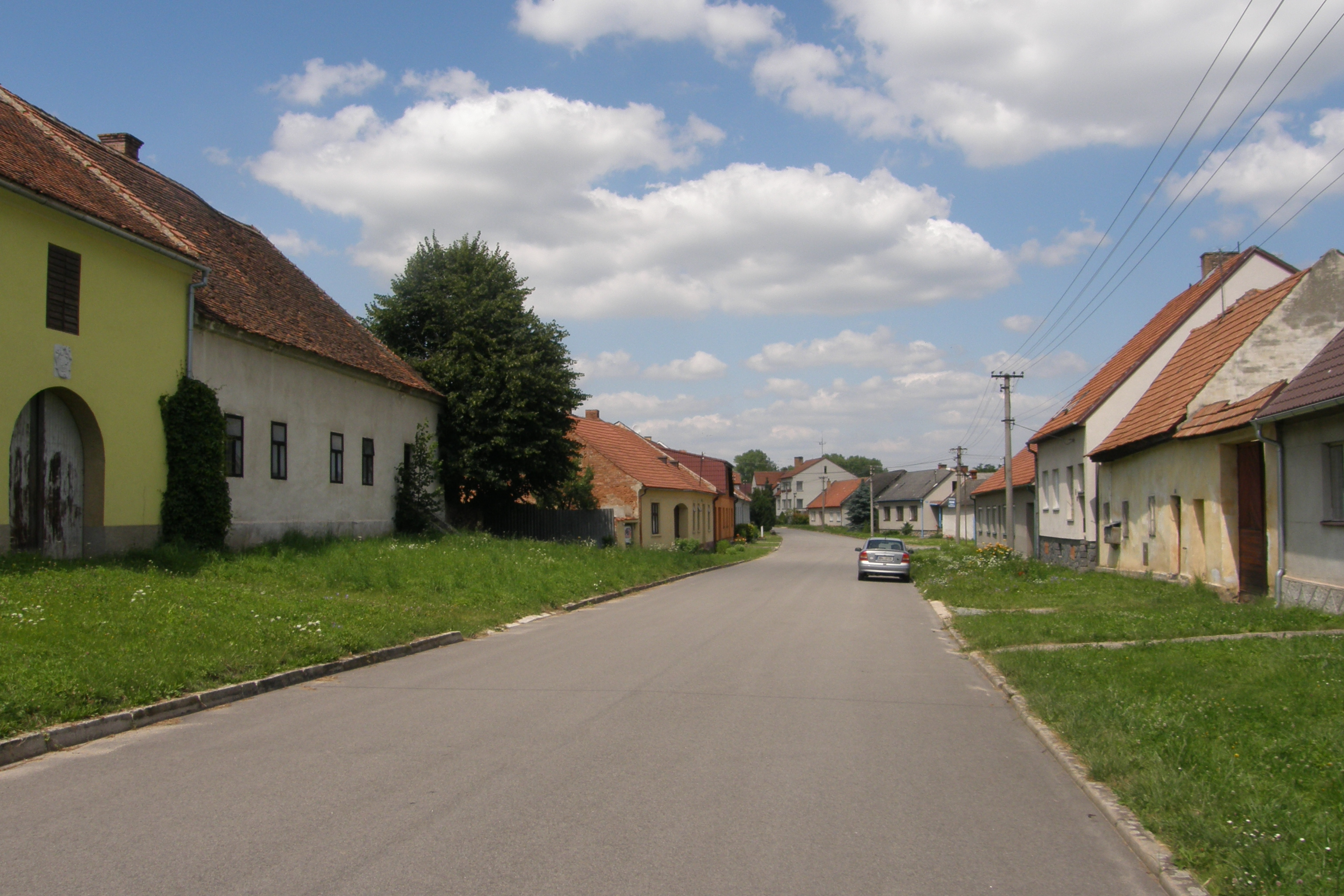
Pohled do obce
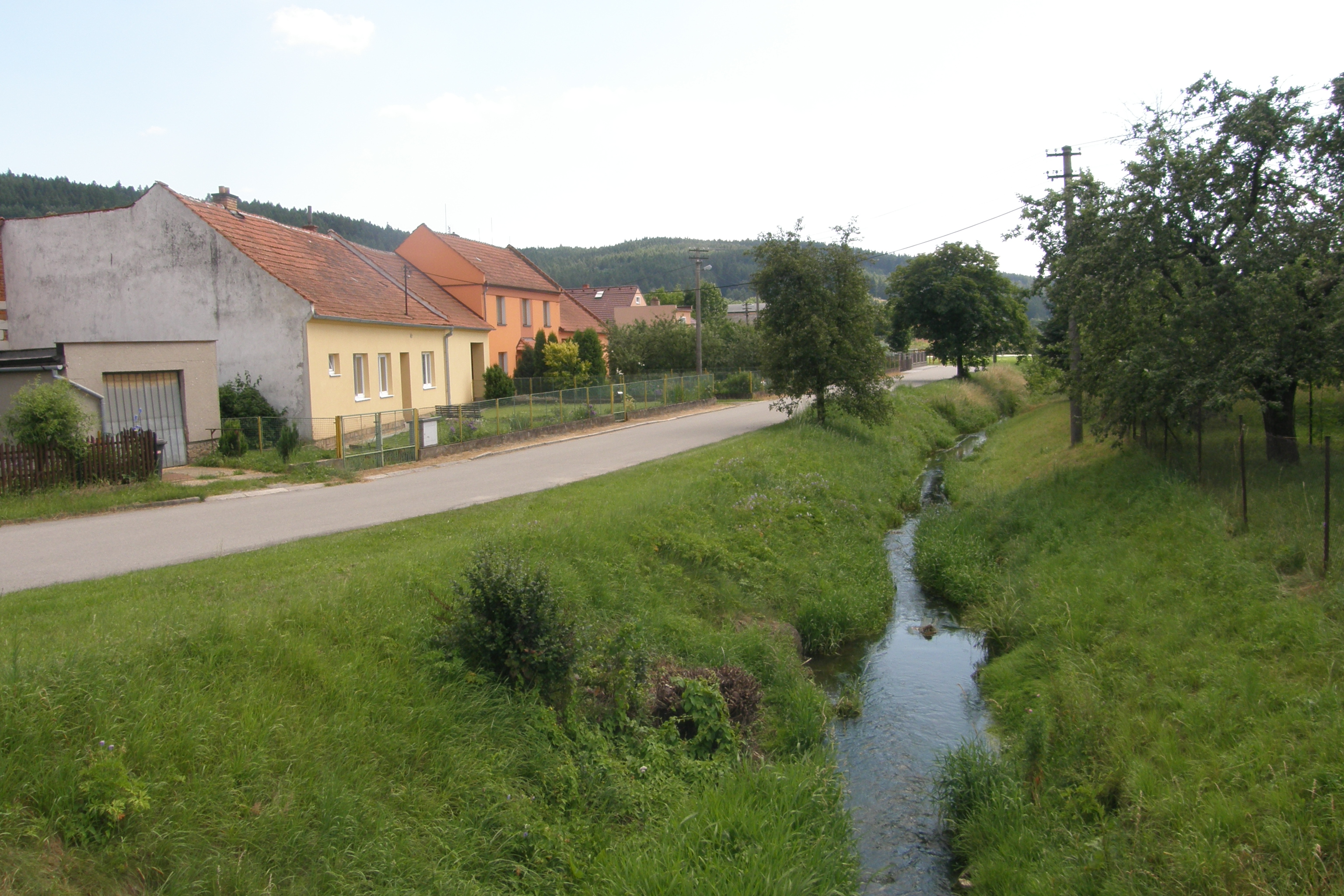
Pohled do obce